# Микрострахование
Микрострахование (англ. microinsurance) — вид микрофинансовой деятельности в области страхования, направленный на финансовую защиту отдельных лиц или групп с низкими доходами, как правило, но не всегда, в обмен на регулярные выплаты премии, пропорциональной стоимости рисков.
Для целей микрострахования, на 2015 год, низкими считаются доходы до 4 долларов США в день.
Главной целевой группой микрострахования являются лица, которые выпадают из основных схем традиционного коммерческого и социального страхования, а также те, кто по каким-либо причинам не имеет доступа к соответствующим страховым продуктам.
Получателями микрострахования могут быть отдельные физические лица, домохозяйства и даже целые сельские и городские общины.
Микрострахование схоже с традиционными формами страхования, однако характеризуется:
- Целевой группой — предоставлением страховой защиты для хозяйствующих субъектов с низким уровнем доходов.
- Простотой страховых продуктов, понятной для целевых потребителей; часто покрывающих один конкретный риск, а не их совокупность.
- Меньшей — доступной суммой страховых платежей и премий.
- Упрощённым способом андеррайтинга, выдачи полиса и выплат, а также разрешения споров.
- Слабой оценивающей риски базой, недостаточностью статистической информации, высоким риском для страховщика.
- Низким государственным регулированием (на 2012 год).

Типичные риски, покрываемые микрострахованием, связаны со: 
- здоровьем (временная/постоянная потеря трудоспособности, инвалидность);
- жизнью (потеря кормильца, организация похорон, смерть заёмщика и т. п.);
- личным имуществом;
- природными бедствиями (засуха, наводнение, пожары и т. п.);
- экономическими, финансовыми и рисками предпринимательской деятельности (неурожай, болезнь/падение поголовья, защита активов, невозврат микрокредита).

Погашение задолженности заёмщика в случае смерти (банкострахование) на 2012 год являлось самым популярным видом микрострахования, однако постепенно оно «взрослеет», предоставляя более широкий спектр продуктов.
Микрострахование может предоставляться как отдельный продукт, так и сочетаться и даже быть обязательно обусловленным при получении других форм микрофинансирования, в частности при микрокредитовании.
В частности компания SKS Microfinance провела масштабное исследование, после которого пришла к выводу о необходимости принудительной выдавачи микростраховых полисов для всех своих заёмщиков.
Главными движителями микрострахования являются желание заполучить неохваченные рынки, которые значительно превышают традиционные, защита, обеспечение устойчивости, стабильности и предсказуемости для традиционных форм социального предпринимательства и решение проблем общества в беднейших странах.
По оценкам МОТ и независимых экономистов вне зависимости от целей провайдеров, микрострахование выполняет важную социальную миссию, вносит значительный вклад в социальную безопасность, позволяя населению справляться с потерями, увеличивать благосостояние в долгосрочной перспективе, повышает производительность и положительно влияет на экономический рост регионов и стран.
Микрострахование может сочетаться с некоммерческой и частично благотворительной деятельностью, вплоть до бесплатной страховки для отдельных лиц и категорий, финансируемой за счёт поступлений от перераспределения доходов от коммерческой части, благотворителей, грантов и правительственных субсидий.
При микрофинансировании выделяют отдельным продуктом микротакафул — основанную на шариате разновидность страхования со сходными с микрострахованием признаками.
Первоначально микрострахованием занимались микрофинансовые институты, общественные (неправительственные) и некоммерческие организации, общества на взаимных и членских началах, кооперативы и профсоюзы, сельские и иные общины, однако позже микрофинансовые продукты появились у большинства ведущих игроков мирового рынка страхования.
На 2005 год только 7 из 50 крупнейших страховых компаний предлагали продукты в области микрострахования, на 2014 год они появились уже у 33 ведущих игроков мирового страхового рынка.
В целом по миру микрострахование на 2008 год охватывало около 78 млн человек, а на 2014 год — 500 млн человек.
В некоторых беднейших районах мира, в частности, Азии (40 % роста с 2010 по 2012 годы), Африки (200 % рост) и Латинской Америки, микрострахование является более распространённым явлением, чем обычные страховые продукты.
Для снижения издержек при микростраховании широко применяются современные технологии, в частности автоматизированные системы, получающие данные в том числе через спутники, работа с клиентами чаще всего через мобильные приложения.
Сред инновационных продуктов, раскрывающих все аспекты микрострахования можно выделить компанию ACRE (ранее проект Kilimo Salama) действующую по принципам социального предпринимательства и развивающую инновационное массовое микрострахование сельскохозяйственных рисков для фермеров восточной и южной Африки.